# Manía cardíaca
«Manía cardíaca» es una canción grabada por la banda mexicana de rock contemporáneo Enjambre. La canción fue escrita por el vocalista de la banda Luis Humberto Navejas y producida por el también tecladista Julián Navejas.
Fue lanzada a través de Universal Music México, el 10 de diciembre de 2007 como el primer sencillo de su segundo álbum de estudio El segundo es felino. Se versionó al género de bolero y danzón para su octavo álbum de estudio Noches de salón.

## Video musical
El vídeo musical oficial de «Manía cardíaca» fue lanzado en diciembre de 2007 en la plataforma digital YouTube con la ayuda de la productora Arte Anormal y dirigido por Miguel A. Delgadillo y Sergio Hernández. El videoclip ha recibido más de cuarenta y seis millones de vistas desde su publicación.

## Lista de canciones

### Descarga digital
| Manía cardíaca — Sencillo |                  |          |  |
| N.º                       | Título           | Duración |  |
| 1.                        | «Manía cardíaca» | 4:08     |  |